# Anthene contrastata
Anthene contrastata is een vlinder uit de familie van de Lycaenidae. De wetenschappelijke naam van de soort is voor het eerst gepubliceerd in 1932 door Henri Ungemach.
De soort komt voor in de bossen van Ethiopië.